# Roger Engel
Roger Engel (11 de agosto de 1923-24 de enero de 2018) fue un botánico francés, de la prometedora nueva generación, y orquideólogo.

## Biografía
Fue uno de los nuevos botánicos franceses que se ha orientado al estudio de las orquídeas europeas y especialmente a las especies de los géneros Epipactis y Ophrys

Junto al también botánico francés Pierre Quentin, Roger Engel ha descrito la especie Epipactis helleborine (L.) Crantz ssp. distans (Arv.-Touv.) R.Engel & Quentin 1996, de la familia de las Orchidaceae.

En la "18.ª Conferencia Mundial de Orquídeas" celebrada en marzo de 2005 en Dijón (Francia) han sido refrendadas y aceptadas las dos proposiciones de R.Engel :

- Epipactis helleborine (L.) Crantz var. minor R.Engel (1984).
- El híbrido Ophrys fuciflora (F.W.Schmidt) Moench ssp. annae (Devillers-Tersch. & Devillers) R.Engel & Quentin

## Obra
- " Orchidées sauvages d'Alsace et des Vosges". Engel, R.; Henri Mathé
- Croix rurales anciennes des environs de Saverne et du Kochersberg, Société d'histoire et d'archéologie de Saverne et environs, Saverne, 1974 (en colab.)
- "Voyage d´études en Baviere", (L´Orchidophile). Engel, R. 1982
- "Cartographie des orchidées du Bas Rhin et du Haut Rhin, (Alsace et Vosges)", (L´Orchidophile). Engel, R. 36 p. 1986 a 1987
- "Clé des Ophrys de la flore de France", (L´Orchidophile). Engel, R. 1992
- "Clé des Epipactis de la flore de France", (L´Orchidophile). Engel, R. 1993
- "La section Pseudophrys du genre Ophrys en France", Grenoble. Engel, R. 1995
- « Monuments funéraires anciens du cimetière d'Obersoultzbach », in Pays d'Alsace 175, 1996, p. 41-47
- Orchidées sauvages d'Alsace et des Vosges, Éd. du Griffon, Saverne, 2002 (con Henri Mathé)
- Crucifix et calvaires autour de Saverne, Société d'histoire et d'archéologie de Saverne et environs, 2002 (con Henri Heitz)